# Rumænien ved vinter-OL 2022
Rumæniens deltagelse ved vinter-OL 2022 i Beijing, Kina i perioden 4. – 20. februar 2022.

## Deltagere
Følgende er listen over disciplinerne, som repræsenterede deltagere optræder i.
| Sport                | Mænd | Kvinder | Total |
| -------------------- | ---- | ------- | ----- |
| Alpint skiløb        | 1    | 1       | 2     |
| Bobslæde             | 4    | 2       | 6     |
| Hurtigløb på skøjter | 0    | 1       | 1     |
| Kælkning             | 3    | 1       | 4     |
| Langrend             | 2    | 1       | 3     |
| Skiskydning          | 1    | 1       | 2     |
| Skihop               | 2    | 1       | 3     |
| Total                | 13   | 8       | 21    |

## Medaljer
| 2022 Beijing | Guld | Sølv | Bronze | Total |
| Rumænien     | -    | -    | -      | -     |

### Medaljevindere
| Rumænien under vinter-OL 2022 i Beijing | Rumænien under vinter-OL 2022 i Beijing | Rumænien under vinter-OL 2022 i Beijing | Rumænien under vinter-OL 2022 i Beijing | Rumænien under vinter-OL 2022 i Beijing |
| Medalje                                 | Navn                                    | Sport                                   | Event                                   | Dato                                    |
| --------------------------------------- | --------------------------------------- | --------------------------------------- | --------------------------------------- | --------------------------------------- |
| Guld                                    | -                                       | -                                       | -                                       | -                                       |
| Sølv                                    | -                                       | -                                       | -                                       | -                                       |
| Bronze                                  | -                                       | -                                       | -                                       | -                                       |